# Монтуоро, Паола
Доктор Паола Дзанкани (Занцани, Цанкани) Монтуоро (итал. Paola Zancani Montuoro; 27.02.1901, Неаполь — 14.08.1987, Сант-Аньелло (Неаполь)) — итальянская археолог.
Лауреат премии Фельтринелли (1950, совм. с Umberto Zanotti Bianco).
Родилась в состоятельной семье журналиста, бывшего адвоката.
После окончания классического лицея в 1919 году поступила на факультет искусств Неаполитанкого университета, который окончила с отличием (доктор magna cum laude, 1923) по классической археологии. Наставником её там был Джулио Эмануэле Риццо.
Член Национальной академии деи Линчеи (1947, первая женщина-член), MemAccNap, Папской Римской археологической академии, Германского археологического института. Членкор Британской академии (1977). Один из 40 почётных членов греческого общества Лондона.